# فرودگاه صحرایی کلینتون فیلد
فرودگاه صحرایی کلینتون فیلد (به انگلیسی: Clinton Field) یک فرودگاه همگانی بهره‌برداری هوایی است که یک باند فرود آسفالت دارد و طول باند آن ۱۰۹۱ متر است. این فرودگاه در کشور ایالات متحده آمریکا قرار دارد و در ارتفاع ۳۱۵ متری از سطح دریا واقع شده‌است.